# Séitifla
Séitifla  è una città e sottoprefettura della Costa d'Avorio appartenente al dipartimento di Vavoua. Conta una popolazione di 93 430 abitanti (censimento 2014).